# Miscanthus
Genre
Classification phylogénétique
Miscanthus (miscanthe) est un genre de plantes herbacées vivaces de la famille des Poaceae (Graminées) originaire d'Afrique et d'Asie du Sud.
Certaines espèces de Miscanthus (dites « herbe à éléphant » ou « roseau de Chine ») rencontrent un intérêt croissant des secteurs agricoles, industriels et de l'énergie pour leur productivité, pour leur valeur énergétique (biomasse-énergie) et leur teneur en lignocelluloses permettant de l'utiliser dans des matériaux biosourcés.
Fin 2017, l'Union européenne a reconnu les cultures de Miscanthus comme pouvant faire partie des surfaces d'intérêt écologique (SIE) de la politique agricole commune,. La plante est ensuite intégrée aux aides « éco-régime » de la politique agricole commune de 2023,.

## Liste d'espèces
- Miscanthus boninensis Nakai ex Honda.
- Miscanthus capensis (Nees) Andersson.
- Miscanthus floridulus (Labill.) Warb. ex K.Schum. & Lauterb.
- Miscanthus ×giganteus J.M. Greef & Deuter ex Hodk. & Renvoize - Miscanthus géant  (hybride interspécifique stérile entre Miscanthus sinensis et Miscanthus sacchariflorus créé dans un but de production de biomasse-énergie).
- Miscanthus intermedius (Honda) Honda.
- Miscanthus junceus (Stapf) Pilg.
- Miscanthus nepalensis (Trin.) Hack.
- Miscanthus oligostachyus Stapf.
- Miscanthus sacchariflorus (Maxim.) Benth. - Eulalie géante.
- Miscanthus sinensis Andersson - Roseau de Chine.
- Miscanthus tinctorius (Steud.) Hack.
- Miscanthus transmorrisonensis Hayata.
- Miscanthus violaceus (K.Schum.) Pilg.

## Utilisations

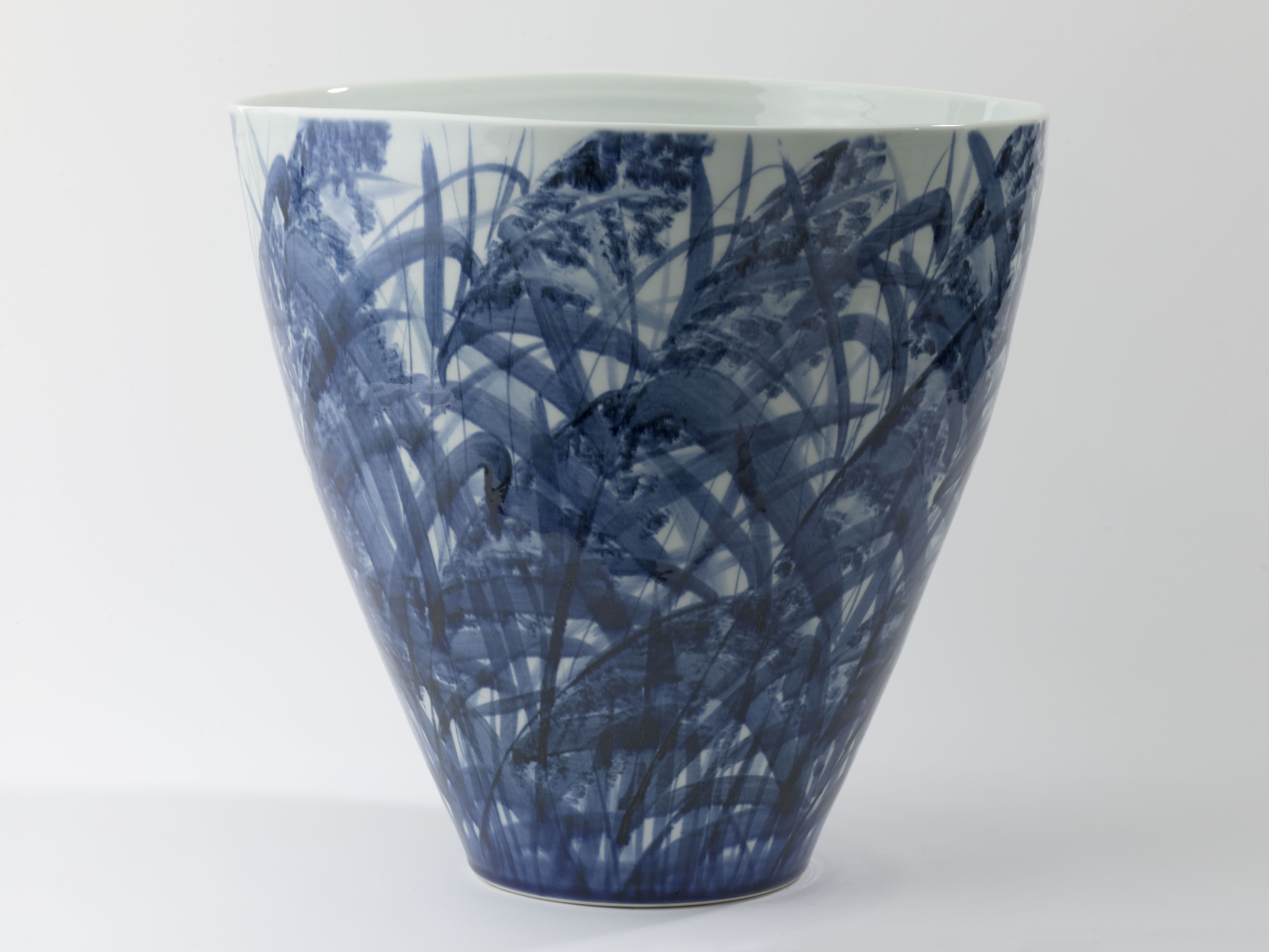
Vase tronconique orné sur toute sa surface extérieure d'un décor au bleu de cobalt représentant en gros plan des herbes et des miscanthes, 1965, musée Cernuschi.

Les espèces cultivées présentent de nombreux intérêts, notamment pour la lutte contre l'érosion des sols. Une fois à maturité et récoltée, la plante peut être utilisée comme biocombustible, servir au paillage ou encore comme complément alimentaire animal.
On retrouve également des produits et matériaux issus de la transformation de la plante comme des isolants, des enduits, des colles, des résines ou encore des bétons.